# Real Colegiata de San Sebastián
La Insigne Iglesia Colegial y Mayor Parroquial de San Sebastián es un templo católico que se encuentra en la ciudad de Antequera, en la provincia de Málaga. Se sitúa esta iglesia en el corazón la ciudad, en la plaza de S. Sebastián, erigida originalmente como parroquia, a ella se trasladó en el año 1692 la primitiva Real Colegiata desde el Templo de Santa María La Mayor.

## Descripción
Se construyó entre los años 1540 y 1549 destacando de esta época la portada plateresca construida en 1548, diseñada por Diego de Vergara y en el interior los pilares cruciformes de los tramos más cercanos al muro de los pies. La importantísima torre de ladrillo, de 60 metros de altura, uno de los emblemas paradigmáticos de la ciudad, la construyó el alarife Andrés Burgueño entre los años 1701 y 1706. Su diseño y material constructivo, que fundamentalmente era ladrillo relacionan a esta torre barroca con las mudéjares aragonesas. Se corona con un ángel-veleta llamado como el Angelote de casi tres metros y medio de alto. El interior sufrió importantes reformas a finales del siglo XVIII en los tramos inmediatos al crucero y capilla mayor dentro de un neoclasicismo correcto pero excesivamente frío. El coro se sitúa en la nave central a la manera de iglesias mayores y catedrales españolas. La amplia Capilla de Ánimas, situada en la nave del Evangelio, sufrió importantes transformaciones en el siglo XX que desdibujaron su imagen original. Este edificio conserva en su interior uno de los más importantes conjuntos de Patrimonio mueble de la ciudad, con destacadas piezas de retablística, pintura y platería.
Suprimidas la mayoría de las colegiatas españolas por el Concordato de 1851, la misma fue restaurada por breve de 19 de enero de 1889 dado por el papa León XIII a instancias del antequerano monseñor José Benavides Checa, a la sazón rector de la iglesia española de Montserrat en Roma, y tras intervención del Ministro de Gobernación, el también antequerano Francisco Romero Robledo. Conforme al breve se reconoció el título de canónigos a los seis beneficiados de que por aquel entonces gozaba la parroquia de San Sebastián, quedando bajo la presidencia del párroco como prepósito, igualmente se le otorgaba el título de "Insigne". Aunque sigue utilizando la titulación, desde los años 70 del pasado siglo no tiene actividad capitular.